# Годеницата с най-красивите очи
„Годеницата с най-красивите очи“ (на чешки: Nevesta s nejkrásnejsíma ocima) е българско-чехословашки игрален филм (семеен, фентъзи) от 1977 г. на режисьора Ян Шмидт, по сценарий на Юри Циркл и Ладислав Дворски. Оператор е Иржи Мацак. Музиката във филма е композирана от Зденек Лишка.

## Актьорски състав
- Милан Княжко – Пища
- Елена Димитрова – Ирина
- Бохумил Варва – Старчето
- Жана Брезкова
- Антон Карастоянов
- Димитър Йорданов
- Виолета Павлова
- Рени Китанова – Маргита
- Коста Карагеоргиев – мим
- Димитър Бочев - водачът на табуна